# Tetraria microcarpa
Tetraria microcarpa är en halvgräsart som beskrevs av Stanley Thatcher Blake. Tetraria microcarpa ingår i släktet Tetraria och familjen halvgräs. Inga underarter finns listade i Catalogue of Life.